# Peter Pan Records
Peter Pan Records, créé en 1948, était un éditeur de disques spécialisé dans la musique pour enfants. Les propriétaires étaient Synthetic Plastics Company jusque dans les années 1970.

## Historique
Créé en 1948 Peter Pan Records devient le plus important producteur de disques pour enfants surtout durant les années 1950. Le catalogue comprend aussi bien des chansons que des histoires racontées. Une de leur réussite est la publication d'une série de disques complétés par un livret. Les enfants pouvaient suivre l'histoire et étaient invités à tourner la page lorsqu'une clochette sonnait. Bugs Bunny, Popeye, Bozo le clown, Scooby-Doo sont des exemples des héros qui se retrouvent dans ces livres-disques. À partir des années 1990, Peter Pan Record, tout en continuant à publier de la musique enfantine, édite aussi des disques musicaux qui ne s'adressent plus exclusivement aux enfants. La société se renomme, dans les années 1990, PPI Entertainment et en 2006 elle devient Inspired Studios.